# Луїс Роберто Альвес
Луїс Роберто Альвес (ісп. Luis Roberto Alves dos Santos Gavranić; нар. 23 травня 1967, Мехіко) — мексиканський футболіст, нападник.

## Клубна кар'єра
У дорослому футболі дебютував у 1985 році виступами за команду клубу «Америка», в якій провів одинадцять сезонів, взявши участь у 400 матчах чемпіонату. Більшість часу, проведеного у складі «Америки», був основним гравцем атакувальної ланки команди. У складі «Америки» був одним з головних бомбардирів команди, маючи середню результативність на рівні 0,41 голу за гру першості.
Згодом з 1996 до 2003 року грав у складі команд клубів «Атланте», «Америка», «Атланте» та «Некакса».
У 1999 році повернувся до клубу «Америка», за який відіграв 3 сезони. Завершив професійну кар'єру футболіста виступами за команду «Америка» (Мехіко) у 2002 році.

## Виступи за збірну
У 1988 році дебютував в офіційних матчах у складі національної збірної Мексики. Протягом кар'єри у національній команді, яка тривала 15 років, провів у формі головної команди країни 84 матчі, забивши 30 голів.
У складі збірної був учасником чемпіонату світу 1994 року у США, розіграшу Кубка Америки 1993 року в Еквадорі, де разом з командою здобув «срібло», розіграшу Кубка Америки 1995 року в Уругваї, розіграшу Кубка Конфедерацій 1995 року у Саудівській Аравії, на якому команда здобула бронзові нагороди, розіграшу Золотого кубка КОНКАКАФ 1991 року у США, на якому команда здобула бронзові нагороди, розіграшу Золотого кубка КОНКАКАФ 1993 року у США та Мексиці, здобувши того року титул континентального чемпіона.

## Титули і досягнення
- Переможець Кубка націй Північної Америки: 1991
- Переможець Золотого кубка КОНКАКАФ: 1993
- Бронзовий призер Золотого кубка КОНКАКАФ: 1991
- Срібний призер Кубка Америки: 1993